# إديث مل
إديث مل (بالألمانية: Edith Mill)‏ هي ممثلة نمساوية، ولدت في 16 أغسطس 1925 بفيينا في النمسا، وتوفيت في 10 نوفمبر 2007 ببورت مودي في كندا.

## وصلات خارجية
- إديث مل على موقع IMDb (الإنجليزية)
- إديث مل على موقع مونزينجر (الألمانية)
- إديث مل على موقع أول موفي (الإنجليزية)
- إديث مل على موقع قاعدة بيانات الفيلم (الإنجليزية)